# ヤガタニゴイ
ヤガタニゴイ（英: Korean doty barbelもしくはspotted barbel、学名： Hemibarbus mylodon）は、コイ目コイ科に属する魚である。オルムチとも呼ばれる。

## 分布
大韓民国固有種。臨津江、漢江、錦江の上流に生息する。

## 形態
体長は最大で30-35cmとなる。基本的に大型の底生無脊椎動物を捕食する。
背側軟条が3–7本、腹側軟条が3–5本ある。

## 生態
ヤガタニゴイは底魚で、卵を守るために小石と砂による塔のようなものを作るという特徴がある。
学名のHemibarbusは、Hemiは古代ギリシア語の「ἡμι-（hēmi-）」から来ており「半分」を意味する。barbusはバーベルから来ている。mylodonは、古代ギリシア語の「ὀδών（odṓn）」から来ており「歯のある」を表しており、コイ科特有の第4咽頭歯が臼歯状で、上面に小さな丸いくぼみがあることを指している。

## 人間との関係
2008年現在、絶滅危惧種に分類されている。
大韓民国指定天然記念物235号には「錦江のヤガタニゴイ」とその土地のヤガタニゴイが、259号では「ヤガタニゴイ」という種が登録されている。

## ギャラリー

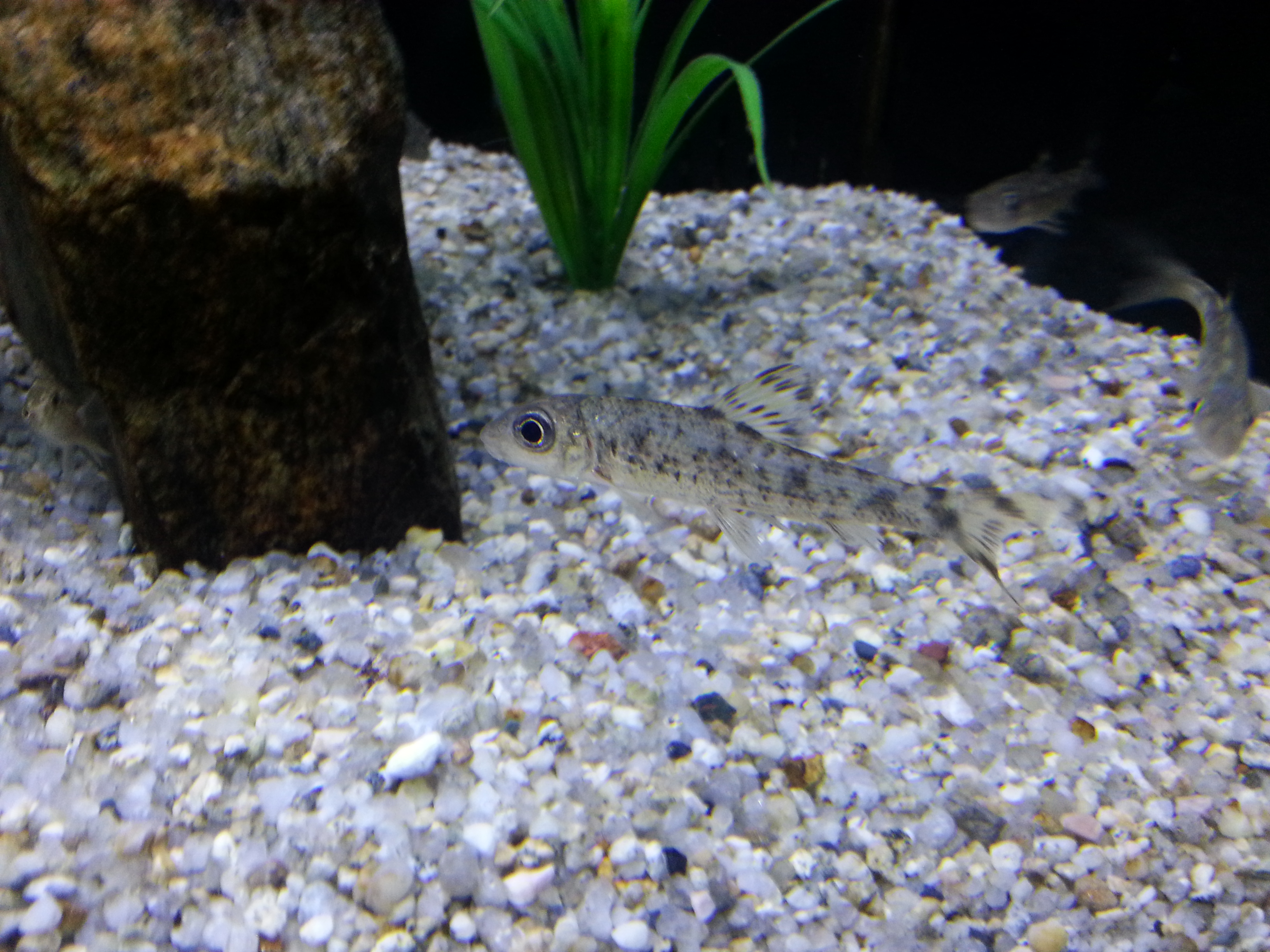
ヤガタニゴイ